# Tz'utujil (taal)
Tz'utujil (of Tz'utujiil) is een taal die behoort tot de Maya taalfamilie en wordt gesproken door het Tz'utujil-volk in het gebied ten zuiden van het Meer van Atitlán in Guatemala.
De taal is verwant aan het K'iche' en heeft twee dialecten: het Oostelijk Tz'utujil (50.000 sprekers in 1998) en het Westelijk Tz'utijil (33.800 sprekers in 1990), samen ongeveer 84,000 mensen. Het merendeel van de Tz'utujil-bevolking spreekt het Spaans als tweede taal.
Achi · Acateeks · Aguacateeks · Chalchiteeks · Chuj · Garifuna · Ch'orti' · Itza · Ixil · Jacalteeks · K'iche' · Kaqchikel · Lacandón · Mam · Mopan · Poqomam · Poqomchi' · Q'anjob'al · Q'eqchi' · Sacapulteeks · Sipakapense · Tectiteeks · Tz'utujil · Uspanteeks · Xinka